# Richard Overy
Pour les articles homonymes, voir Overy.
Richard James Overy, né le 23 décembre 1947, est un historien britannique qui a beaucoup écrit sur l'histoire de la Seconde Guerre mondiale et le Troisième Reich. En 2007, alors qu'il est rédacteur en chef pour The Times de Complete History of the World, il choisit 50 dates clé de l'histoire du Monde.

## Biographie
Après avoir été formé au Caius College de Cambridge et reçu une bourse d'études du Churchill College, Overy enseigne l'histoire à l'université de Cambridge de 1972 à 1979 en tant que fellow du Queens' College et à partir de 1976 comme chargé de cours à l'université. En 1980 il passe au King's College de Londres où il est nommé professeur d'histoire moderne en 1994. Il a été nommé à un poste de professeur à l'université d'Exeter en 2004.
À la fin des années 1980, Overy est engagé dans un débat de nature historique avec Timothy Mason qui se déroule principalement dans les pages de la revue Past and Present sur les raisons du déclenchement de la Seconde Guerre mondiale en 1939. Mason soutenait qu'une « fuite en avant vers la guerre » avait été imposée à Adolf Hitler par une crise économique structurelle qui l'a placé devant le choix de prendre de difficiles décisions économiques ou d'entrer en guerre. Overy s'oppose à la thèse de Mason, soutenant que si l'Allemagne était confrontée à des problèmes économiques en 1939, l'ampleur de ces problèmes ne peut pas expliquer l'agression contre la Pologne et que les raisons du déclenchement de la guerre étaient dues à des choix faits par les dirigeants nazis.
Pour Overy, le problème avec la thèse de Mason est qu'elle repose sur l'hypothèse que d'une manière non représentée par les documents, des renseignements ont été transmis à Hitler sur les problèmes économiques du Reich. Overy avance qu'il y avait une différence entre les pressions économiques induites par les problèmes du plan de quatre ans et les motifs économiques pour s'emparer des matières premières, de l'industrie et des réserves de change des États voisins comme moyen d'accélérer le plan quadriennal. Overy affirme que la capacité répressive de l’État allemand comme moyen de faire face aux difficultés intérieures est quelque peu minimisée par Mason. Enfin, Overy fait valoir qu'il existe des preuves considérables que l’État allemand a estimé qu'il pouvait maîtriser les problèmes économiques du réarmement; comme le dit un fonctionnaire en janvier 1940 : « Nous avons déjà maîtrisé tant de difficultés dans le passé, que, là aussi, si l'une ou l'autre matière première devient extrêmement rare, nous trouverons toujours un moyen de trouver un correctif ».
Récemment, un autre historien britannique, Adam Tooze, a plaidé en faveur d'une position similaire à celle de Mason dans son ouvrage The Wages of Destruction.
Le travail d'Overy sur la Seconde Guerre mondiale a été salué comme « très efficace (dans) la dissipation impitoyable des mythes » (A. J. P. Taylor), « original et important » (New York Review of Books) et «
à la pointe » (Times Literary Supplement.)

## Prix et honneurs
- 1977 : Fellow of the Royal Historical Society
- 2000 : Fellow of the British Academy
- 2003 : Fellow of King's College
- 2001 : Samuel Eliot Morison Prize of the Society for Military History
- 2004 : Prix d'histoire Wolfson, The Dictators: Hitler's Germany; Stalin's Russia
- 2005 : Prix Hessell-Tiltman (en), The Dictators: Hitler's Germany, Stalin's Russia

## Dans les médias
- Overy participe en 2006 au docudrame Nuremberg: Nazis on Trial (en) de la BBC.
- KGNU's Claudia Cragg – entretien avec Overy sur 'Countdown To War' for Remembrance Day (Veteran's Day) 2010[6].

## Publications

### en anglais
- William Morris, Viscount Nuffield (1976),  (ISBN 0-900362-84-7)
- The Air War: 1939–1945 (1980),  (ISBN 1-57488-716-5)
- The Nazi Economic Recovery, 1932–1938 (1982),  (ISBN 0-521-55286-9)
- Goering: The "Iron Man" (1984),  (ISBN 1-84212-048-4)
- All Our Working Lives (avec Peter Pagnamenta, 1984),  (ISBN 0-563-20117-7)
- The Origins of the Second World War (1987),  (ISBN 0-582-29085-6).
- co-écrit avec Timothy Mason: "Debate: Germany, 'Domestic Crisis' and War in 1939" pages 200–240 extrait de Past and Present, no 122, février 1989 réimprimé sous le titre Debate: Germany, 'Domestic Crisis' and the War in 1939 extrait de The Origins of The Second World War édité par Patrick Finney, Edward Arnold: London, United Kingdom, 1997,  (ISBN 0-340-67640-X).
- The Road To War (avec Andrew Wheatcroft, 1989),  (ISBN 0-14-028530-X)
- The Inter-War Crisis, 1919–1939 (1994),  (ISBN 0-582-35379-3)
- War and Economy in the Third Reich (1994),  (ISBN 0-19-820290-3)
- Why the Allies Won (1995),  (ISBN 0-224-04172-X)
- The Penguin Historical Atlas of the Third Reich (1996),  (ISBN 0-14-051330-2)
- The Times Atlas of the Twentieth Century (ed., 1996),  (ISBN 0-7230-0766-7)
- Bomber Command, 1939–45 (1997),  (ISBN 0-00-472014-8)
- Russia's War: Blood upon the Snow (1997),  (ISBN 1-57500-051-2)
- The Times History of the 20th Century (1999),  (ISBN 0-00-716637-0)
- The Battle (2000),  (ISBN 0-14-029419-8) (réimprimé sous le titre The Battle of Britain: The Myth and the Reality)
- Interrogations: The Nazi Elite in Allied Hands, 1945 (2001),  (ISBN 0-7139-9350-2) (réimprimé sous le titre Interrogations: Inside the Minds of the Nazi Elite)
- Germany: A New Social and Economic History. Vol. 3: Since 1800 (ed. with Sheilagh Ogilvie, 2003),  (ISBN 0-340-65215-2)
- The Times Complete History of the World (6th ed., 2004),  (ISBN 0-00-718129-9)
- The Dictators: Hitler's Germany and Stalin's Russia (2004),  (ISBN 0-7139-9309-X)
- Collins Atlas of Twentieth Century History (2005),  (ISBN 0-00-720170-2)
- Imperial War Museum's Second World War Experience Volume 1: Blitzkrieg (2008),  (ISBN 978-1-84442-014-8)
- Imperial War Museum's Second World War Experience Volume 2: Axis Ascendant (2008),  (ISBN 978-1-84442-008-7)
- The Morbid Age: Britain Between the Wars (2009),  (ISBN 978-0-7139-9563-3)
- The Bombing War: Europe 1939–1945 (2013),  (ISBN 0713995610) (later published as The Bombers and the Bombed: Allied Air War Over Europe, 1940–1945,  (ISBN 978-0-670-02515-2))

### traductions en français
- Atlas historique du IIIe Reich : 1933-1945 : La Société allemande et l'Europe face au système nazi [« The Penguin Historical Atlas of the Third Reich »], Autrement, 1999, 144 p. (ISBN 978-2-86260-763-4)
- 1939 : Demain, la guerre  (trad. de l'anglais), Paris, Seuil, 2009, 150 p. (ISBN 978-2-02-099661-7)
- La seconde guerre mondiale : 1939-1943 [« The Second World War Experience Volume 1: Blitzkrieg »]  (trad. de l'anglais), t. 1, Paris, Gründ, 2009, 64 p. (ISBN 978-2-02-099661-7)
- La seconde guerre mondiale : 1943-1945 [« The Second World War Experience Volume 2: Axis Ascendant »]  (trad. de l'anglais), t. 2, Paris, Gründ, 2009, 61 p. (ISBN 978-2-7000-2718-1)
- Sous les Bombes : Nouvelle histoire de la guerre aérienne, 1939-1945 [« The Bombing War: Europe 1939–1945 »]  (trad. de l'anglais), Paris, Flammarion, 2014, 1188 p. (ISBN 978-2-08-133131-0)

## Source de la traduction
- (en) Cet article est partiellement ou en totalité issu de l’article de Wikipédia en anglais intitulé « Richard Overy » (voir la liste des auteurs).